# Voronivka, Novoukraiinka
Voronivka (în ucraineană Воронівка) este un sat în comuna Sotnîțka Balka din raionul Novoukraiinka, regiunea Kirovohrad, Ucraina.

## Demografie
Componența lingvistică a localității Voronivka
     Ucraineană (95,31%)
     Rusă (2,93%)
     Română (1,17%)
     Alte limbi (0,59%)
Conform recensământului din 2001, majoritatea populației localității Voronivka era vorbitoare de ucraineană (95,31%), existând în minoritate și vorbitori de rusă (2,93%) și română (1,17%).